# Arctic Race of Norway 2021
L'Arctic Race of Norway 2021 est la 8e édition de cette course cycliste masculine sur route. Elle a lieu du 5 août 2021 au 8 août 2021 en Norvège et Finlande et fait partie du calendrier UCI ProSeries 2021 et a été remportée par le Belge Ben Hermans.

## Présentation

### Équipes
| WorldTeams (7)- AG2R Citroën Team - Astana-Premier Tech - Bora-Hansgrohe - Cofidis - Intermarché-Wanty-Gobert Matériaux - Israel Start-Up Nation - Qhubeka NextHash ProTeams (10)- Alpecin-Fenix - B&B Hotels p/b KTM - Bingoal Pauwels Sauces WB - Burgos-BH - Delko - Euskaltel-Euskadi - Sport Vlaanderen-Baloise - Arkéa-Samsic - TotalEnergies - Uno-X Pro Cycling Team Équipe continentale- Coop Équipe nationale- Norvège |
| |

### Étapes
| Étape     | Date   | Villes étapes              |  | Distance (km) | Vainqueur d’étape | Leader du classement général |
| --------- | ------ | -------------------------- |  | ------------- | ----------------- | ---------------------------- |
| 1re étape | 5 août | Tromsø – Tromsø            |  | 166           | Markus Hoelgaard  | Markus Hoelgaard             |
| 2e étape  | 6 août | Nordkjosbotn – Kilpisjärvi |  | 172           | Martin Laas       | Alexander Kristoff           |
| 3e étape  | 7 août | Finnsnes – Målselv         |  | 148,5         | Ben Hermans       | Ben Hermans                  |
| 4e étape  | 8 août | Gratangen – Harstad        |  | 161           | Philipp Walsleben | Ben Hermans                  |

### Favoris
Second du classement général en 2019, Warren Barguil est motivé pour remporter l'épreuve cette année. Ben Hermans est lui aussi favori sur ce genre de course à étapes.
Parmi les sprinteurs, les Norvégiens Alexander Kristoff et Edvald Boasson Hagen, les Français Bryan Coquard et Rudy Barbier, le Britannique Daniel McLay, ou le Roumain Eduard-Michael Grosu peuvent espérer gagner une étape.
« Barguil et Kristoff face à la nouvelle vague », sur le site officiel, 29 juillet 2021

## Déroulement de la course

### 1reétape
| \| Classement de l'étape \| Classement de l'étape \| Classement de l'étape \| Classement de l'étape \| Classement de l'étape \| \| Coureur \| Coureur \| Pays \| Équipe \| Temps \| \| --------------------- \| --------------------- \| --------------------- \| ---------------------------------- \| --------------------- \| \| 1er \| Markus Hoelgaard \| Norvège \| Uno-X Pro Cycling Team \| 3 h 11 min 29 s \| \| 2e \| Alexander Kristoff \| Norvège \| Norvège \| + 2 s \| \| 3e \| Bryan Coquard \| France \| B&B Hotels p/b KTM \| + 2 s \| \| 4e \| Antonio Jesús Soto \| Espagne \| Euskaltel-Euskadi \| + 2 s \| \| 5e \| Kristian Aasvold \| Norvège \| Team Coop \| + 2 s \| \| 6e \| Antonio Angulo \| Espagne \| Euskaltel-Euskadi \| + 2 s \| \| 7e \| Warren Barguil \| France \| Arkéa-Samsic \| + 2 s \| \| 8e \| Clément Venturini \| France \| AG2R Citroën Team \| + 2 s \| \| 9e \| Aimé De Gendt \| Belgique \| Intermarché-Wanty-Gobert Matériaux \| + 2 s \| \| 10e \| Odd Christian Eiking \| Norvège \| Intermarché-Wanty-Gobert Matériaux \| + 2 s \| |                      |          |                                    |                 |
| |                      |          |                                    |                 |
| Source : ProCyclingStats |                      |          |                                    |                 |
| Classement de l'étape |                      |          |                                    |                 |
| Coureur | Coureur              | Pays     | Équipe                             | Temps           |
| 1er | Markus Hoelgaard     | Norvège  | Uno-X Pro Cycling Team             | 3 h 11 min 29 s |
| 2e | Alexander Kristoff   | Norvège  | Norvège                            | + 2 s           |
| 3e | Bryan Coquard        | France   | B&B Hotels p/b KTM                 | + 2 s           |
| 4e | Antonio Jesús Soto   | Espagne  | Euskaltel-Euskadi                  | + 2 s           |
| 5e | Kristian Aasvold     | Norvège  | Team Coop                          | + 2 s           |
| 6e | Antonio Angulo       | Espagne  | Euskaltel-Euskadi                  | + 2 s           |
| 7e | Warren Barguil       | France   | Arkéa-Samsic                       | + 2 s           |
| 8e | Clément Venturini    | France   | AG2R Citroën Team                  | + 2 s           |
| 9e | Aimé De Gendt        | Belgique | Intermarché-Wanty-Gobert Matériaux | + 2 s           |
| 10e | Odd Christian Eiking | Norvège  | Intermarché-Wanty-Gobert Matériaux | + 2 s           |

| \| Classement général \| Classement général \| Classement général \| Classement général \| Classement général \| \| Coureur \| Coureur \| Pays \| Équipe \| Temps \| \| ------------------ \| ------------------- \| ------------------ \| ---------------------------------- \| ------------------ \| \| 1er \| Markus Hoelgaard \| Norvège \| Uno-X Pro Cycling Team \| 3 h 11 min 19 s \| \| 2e \| Alexander Kristoff \| Norvège \| Norvège \| + 6 s \| \| 3e \| Bryan Coquard \| France \| B&B Hotels p/b KTM \| + 8 s \| \| 4e \| Kristian Aasvold \| Norvège \| Team Coop \| + 9 s \| \| 5e \| Samuele Battistella \| Italie \| Astana-Premier Tech \| + 10 s \| \| 6e \| Antonio Jesús Soto \| Espagne \| Euskaltel-Euskadi \| + 11 s \| \| 7e \| Antonio Angulo \| Espagne \| Euskaltel-Euskadi \| + 12 s \| \| 8e \| Warren Barguil \| France \| Arkéa-Samsic \| + 12 s \| \| 9e \| Clément Venturini \| France \| AG2R Citroën Team \| + 12 s \| \| 10e \| Aimé De Gendt \| Belgique \| Intermarché-Wanty-Gobert Matériaux \| + 12 s \| |                     |          |                                    |                 |
| |                     |          |                                    |                 |
| Source : ProCyclingStats |                     |          |                                    |                 |
| Classement général |                     |          |                                    |                 |
| Coureur | Coureur             | Pays     | Équipe                             | Temps           |
| 1er | Markus Hoelgaard    | Norvège  | Uno-X Pro Cycling Team             | 3 h 11 min 19 s |
| 2e | Alexander Kristoff  | Norvège  | Norvège                            | + 6 s           |
| 3e | Bryan Coquard       | France   | B&B Hotels p/b KTM                 | + 8 s           |
| 4e | Kristian Aasvold    | Norvège  | Team Coop                          | + 9 s           |
| 5e | Samuele Battistella | Italie   | Astana-Premier Tech                | + 10 s          |
| 6e | Antonio Jesús Soto  | Espagne  | Euskaltel-Euskadi                  | + 11 s          |
| 7e | Antonio Angulo      | Espagne  | Euskaltel-Euskadi                  | + 12 s          |
| 8e | Warren Barguil      | France   | Arkéa-Samsic                       | + 12 s          |
| 9e | Clément Venturini   | France   | AG2R Citroën Team                  | + 12 s          |
| 10e | Aimé De Gendt       | Belgique | Intermarché-Wanty-Gobert Matériaux | + 12 s          |

### 2eétape
| \| Classement de l'étape \| Classement de l'étape \| Classement de l'étape \| Classement de l'étape \| Classement de l'étape \| \| Coureur \| Coureur \| Pays \| Équipe \| Temps \| \| --------------------- \| --------------------- \| --------------------- \| ---------------------------------- \| --------------------- \| \| 1er \| Martin Laas \| Estonie \| Bora-Hansgrohe \| 3 h 56 min 14 s \| \| 2e \| Alexander Kristoff \| Norvège \| Norvège \| + 0 s \| \| 3e \| Danny van Poppel \| Pays-Bas \| Intermarché-Wanty-Gobert Matériaux \| + 0 s \| \| 4e \| Rudy Barbier \| France \| Israel Start-Up Nation \| + 0 s \| \| 5e \| Manuel Peñalver \| Espagne \| Burgos-BH \| + 0 s \| \| 6e \| Arne Marit \| Belgique \| Sport Vlaanderen-Baloise \| + 0 s \| \| 7e \| Tom Devriendt \| Belgique \| Intermarché-Wanty-Gobert Matériaux \| + 0 s \| \| 8e \| Bram Welten \| Pays-Bas \| Arkéa-Samsic \| + 0 s \| \| 9e \| Edvald Boasson Hagen \| Norvège \| TotalEnergies \| + 0 s \| \| 10e \| Bryan Coquard \| France \| B&B Hotels p/b KTM \| + 0 s \| |                      |          |                                    |                 |
| |                      |          |                                    |                 |
| Source : ProCyclingStats |                      |          |                                    |                 |
| Classement de l'étape |                      |          |                                    |                 |
| Coureur | Coureur              | Pays     | Équipe                             | Temps           |
| 1er | Martin Laas          | Estonie  | Bora-Hansgrohe                     | 3 h 56 min 14 s |
| 2e | Alexander Kristoff   | Norvège  | Norvège                            | + 0 s           |
| 3e | Danny van Poppel     | Pays-Bas | Intermarché-Wanty-Gobert Matériaux | + 0 s           |
| 4e | Rudy Barbier         | France   | Israel Start-Up Nation             | + 0 s           |
| 5e | Manuel Peñalver      | Espagne  | Burgos-BH                          | + 0 s           |
| 6e | Arne Marit           | Belgique | Sport Vlaanderen-Baloise           | + 0 s           |
| 7e | Tom Devriendt        | Belgique | Intermarché-Wanty-Gobert Matériaux | + 0 s           |
| 8e | Bram Welten          | Pays-Bas | Arkéa-Samsic                       | + 0 s           |
| 9e | Edvald Boasson Hagen | Norvège  | TotalEnergies                      | + 0 s           |
| 10e | Bryan Coquard        | France   | B&B Hotels p/b KTM                 | + 0 s           |

| \| Classement général \| Classement général \| Classement général \| Classement général \| Classement général \| \| Coureur \| Coureur \| Pays \| Équipe \| Temps \| \| ------------------ \| ------------------- \| ------------------ \| ---------------------- \| ------------------ \| \| 1er \| Alexander Kristoff \| Norvège \| Norvège \| 7 h 07 min 33 s \| \| 2e \| Markus Hoelgaard \| Norvège \| Uno-X Pro Cycling Team \| + 0 s \| \| 3e \| Bryan Coquard \| France \| B&B Hotels p/b KTM \| + 8 s \| \| 4e \| Kristian Aasvold \| Norvège \| Team Coop \| + 9 s \| \| 5e \| Samuele Battistella \| Italie \| Astana-Premier Tech \| + 10 s \| \| 6e \| Antonio Jesús Soto \| Espagne \| Euskaltel-Euskadi \| + 11 s \| \| 7e \| Laurent Pichon \| France \| Arkéa-Samsic \| + 11 s \| \| 8e \| Dries Van Gestel \| Belgique \| TotalEnergies \| + 12 s \| \| 9e \| Antonio Angulo \| Espagne \| Euskaltel-Euskadi \| + 12 s \| \| 10e \| Axel Zingle \| France \| Cofidis \| + 12 s \| |                     |          |                        |                 |
| |                     |          |                        |                 |
| Source : ProCyclingStats |                     |          |                        |                 |
| Classement général |                     |          |                        |                 |
| Coureur | Coureur             | Pays     | Équipe                 | Temps           |
| 1er | Alexander Kristoff  | Norvège  | Norvège                | 7 h 07 min 33 s |
| 2e | Markus Hoelgaard    | Norvège  | Uno-X Pro Cycling Team | + 0 s           |
| 3e | Bryan Coquard       | France   | B&B Hotels p/b KTM     | + 8 s           |
| 4e | Kristian Aasvold    | Norvège  | Team Coop              | + 9 s           |
| 5e | Samuele Battistella | Italie   | Astana-Premier Tech    | + 10 s          |
| 6e | Antonio Jesús Soto  | Espagne  | Euskaltel-Euskadi      | + 11 s          |
| 7e | Laurent Pichon      | France   | Arkéa-Samsic           | + 11 s          |
| 8e | Dries Van Gestel    | Belgique | TotalEnergies          | + 12 s          |
| 9e | Antonio Angulo      | Espagne  | Euskaltel-Euskadi      | + 12 s          |
| 10e | Axel Zingle         | France   | Cofidis                | + 12 s          |

### 3eétape
| \| Classement de l'étape \| Classement de l'étape \| Classement de l'étape \| Classement de l'étape \| Classement de l'étape \| \| Coureur \| Coureur \| Pays \| Équipe \| Temps \| \| --------------------- \| --------------------- \| --------------------- \| ---------------------------------- \| --------------------- \| \| 1er \| Ben Hermans \| Belgique \| Israel Start-Up Nation \| 4 h 14 min 28 s \| \| 2e \| Odd Christian Eiking \| Norvège \| Intermarché-Wanty-Gobert Matériaux \| + 0 s \| \| 3e \| Victor Lafay \| France \| Cofidis \| + 0 s \| \| 4e \| Samuele Battistella \| Italie \| Astana-Premier Tech \| + 12 s \| \| 5e \| Eduard Prades \| Espagne \| Delko \| + 19 s \| \| 6e \| Kristian Aasvold \| Norvège \| Team Coop \| + 19 s \| \| 7e \| Andreas Leknessund \| Norvège \| Norvège \| + 19 s \| \| 8e \| Antonio Jesús Soto \| Espagne \| Euskaltel-Euskadi \| + 19 s \| \| 9e \| Pelayo Sánchez \| Espagne \| Burgos-BH \| + 19 s \| \| 10e \| Torstein Træen \| Norvège \| Uno-X Pro Cycling Team \| + 22 s \| |                      |          |                                    |                 |
| |                      |          |                                    |                 |
| Source : ProCyclingStats |                      |          |                                    |                 |
| Classement de l'étape |                      |          |                                    |                 |
| Coureur | Coureur              | Pays     | Équipe                             | Temps           |
| 1er | Ben Hermans          | Belgique | Israel Start-Up Nation             | 4 h 14 min 28 s |
| 2e | Odd Christian Eiking | Norvège  | Intermarché-Wanty-Gobert Matériaux | + 0 s           |
| 3e | Victor Lafay         | France   | Cofidis                            | + 0 s           |
| 4e | Samuele Battistella  | Italie   | Astana-Premier Tech                | + 12 s          |
| 5e | Eduard Prades        | Espagne  | Delko                              | + 19 s          |
| 6e | Kristian Aasvold     | Norvège  | Team Coop                          | + 19 s          |
| 7e | Andreas Leknessund   | Norvège  | Norvège                            | + 19 s          |
| 8e | Antonio Jesús Soto   | Espagne  | Euskaltel-Euskadi                  | + 19 s          |
| 9e | Pelayo Sánchez       | Espagne  | Burgos-BH                          | + 19 s          |
| 10e | Torstein Træen       | Norvège  | Uno-X Pro Cycling Team             | + 22 s          |

| \| Classement général \| Classement général \| Classement général \| Classement général \| Classement général \| \| Coureur \| Coureur \| Pays \| Équipe \| Temps \| \| ------------------ \| -------------------- \| ------------------ \| ---------------------------------- \| ------------------ \| \| 1er \| Ben Hermans \| Belgique \| Israel Start-Up Nation \| 11 h 22 min 03 s \| \| 2e \| Odd Christian Eiking \| Norvège \| Intermarché-Wanty-Gobert Matériaux \| + 4 s \| \| 3e \| Victor Lafay \| France \| Cofidis \| + 6 s \| \| 4e \| Samuele Battistella \| Italie \| Astana-Premier Tech \| + 20 s \| \| 5e \| Kristian Aasvold \| Norvège \| Team Coop \| + 26 s \| \| 6e \| Antonio Jesús Soto \| Espagne \| Euskaltel-Euskadi \| + 28 s \| \| 7e \| Eduard Prades \| Espagne \| Delko \| + 29 s \| \| 8e \| Andreas Leknessund \| Norvège \| Norvège \| + 29 s \| \| 9e \| Warren Barguil \| France \| Arkéa-Samsic \| + 32 s \| \| 10e \| Jacob Eriksson \| Suède \| Team Coop \| + 36 s \| |                      |          |                                    |                  |
| |                      |          |                                    |                  |
| Source : ProCyclingStats |                      |          |                                    |                  |
| Classement général |                      |          |                                    |                  |
| Coureur | Coureur              | Pays     | Équipe                             | Temps            |
| 1er | Ben Hermans          | Belgique | Israel Start-Up Nation             | 11 h 22 min 03 s |
| 2e | Odd Christian Eiking | Norvège  | Intermarché-Wanty-Gobert Matériaux | + 4 s            |
| 3e | Victor Lafay         | France   | Cofidis                            | + 6 s            |
| 4e | Samuele Battistella  | Italie   | Astana-Premier Tech                | + 20 s           |
| 5e | Kristian Aasvold     | Norvège  | Team Coop                          | + 26 s           |
| 6e | Antonio Jesús Soto   | Espagne  | Euskaltel-Euskadi                  | + 28 s           |
| 7e | Eduard Prades        | Espagne  | Delko                              | + 29 s           |
| 8e | Andreas Leknessund   | Norvège  | Norvège                            | + 29 s           |
| 9e | Warren Barguil       | France   | Arkéa-Samsic                       | + 32 s           |
| 10e | Jacob Eriksson       | Suède    | Team Coop                          | + 36 s           |

### 4eétape
| \| Classement de l'étape \| Classement de l'étape \| Classement de l'étape \| Classement de l'étape \| Classement de l'étape \| \| Coureur \| Coureur \| Pays \| Équipe \| Temps \| \| --------------------- \| --------------------- \| --------------------- \| ---------------------------------- \| --------------------- \| \| 1er \| Philipp Walsleben \| Allemagne \| Alpecin-Fenix \| 3 h 41 min 40 s \| \| 2e \| Niki Terpstra \| Pays-Bas \| TotalEnergies \| + 0 s \| \| 3e \| Alexandre Delettre \| France \| Delko \| + 17 s \| \| 4e \| Odd Christian Eiking \| Norvège \| Intermarché-Wanty-Gobert Matériaux \| + 17 s \| \| 5e \| Erik Nordsæter Resell \| Norvège \| Uno-X Pro Cycling Team \| + 19 s \| \| 6e \| Warren Barguil \| France \| Arkéa-Samsic \| + 19 s \| \| 7e \| Axel Zingle \| France \| Cofidis \| + 19 s \| \| 8e \| Bryan Coquard \| France \| B&B Hotels p/b KTM \| + 19 s \| \| 9e \| Victor Lafay \| France \| Cofidis \| + 19 s \| \| 10e \| Petr Vakoč \| Tchéquie \| Alpecin-Fenix \| + 19 s \| |                       |           |                                    |                 |
| |                       |           |                                    |                 |
| Source : ProCyclingStats |                       |           |                                    |                 |
| Classement de l'étape |                       |           |                                    |                 |
| Coureur | Coureur               | Pays      | Équipe                             | Temps           |
| 1er | Philipp Walsleben     | Allemagne | Alpecin-Fenix                      | 3 h 41 min 40 s |
| 2e | Niki Terpstra         | Pays-Bas  | TotalEnergies                      | + 0 s           |
| 3e | Alexandre Delettre    | France    | Delko                              | + 17 s          |
| 4e | Odd Christian Eiking  | Norvège   | Intermarché-Wanty-Gobert Matériaux | + 17 s          |
| 5e | Erik Nordsæter Resell | Norvège   | Uno-X Pro Cycling Team             | + 19 s          |
| 6e | Warren Barguil        | France    | Arkéa-Samsic                       | + 19 s          |
| 7e | Axel Zingle           | France    | Cofidis                            | + 19 s          |
| 8e | Bryan Coquard         | France    | B&B Hotels p/b KTM                 | + 19 s          |
| 9e | Victor Lafay          | France    | Cofidis                            | + 19 s          |
| 10e | Petr Vakoč            | Tchéquie  | Alpecin-Fenix                      | + 19 s          |

## Classements finals

### Classement général final
| \| Classement général \| Classement général \| Classement général \| Classement général \| Classement général \| \| Coureur \| Coureur \| Pays \| Équipe \| Temps \| \| ------------------ \| -------------------- \| ------------------ \| ---------------------------------- \| ------------------ \| \| 1er \| Ben Hermans \| Belgique \| Israel Start-Up Nation \| 15 h 04 min 02 s \| \| 2e \| Odd Christian Eiking \| Norvège \| Intermarché-Wanty-Gobert Matériaux \| + 2 s \| \| 3e \| Victor Lafay \| France \| Cofidis \| + 6 s \| \| 4e \| Samuele Battistella \| Italie \| Astana-Premier Tech \| + 20 s \| \| 5e \| Kristian Aasvold \| Norvège \| Team Coop \| + 26 s \| \| 6e \| Eduard Prades \| Espagne \| Delko \| + 29 s \| \| 7e \| Andreas Leknessund \| Norvège \| Norvège \| + 29 s \| \| 8e \| Warren Barguil \| France \| Arkéa-Samsic \| + 32 s \| \| 9e \| Jacob Eriksson \| Suède \| Team Coop \| + 36 s \| \| 10e \| Torstein Træen \| Norvège \| Uno-X Pro Cycling Team \| + 50 s \| |                      |          |                                    |                  |
| |                      |          |                                    |                  |
| Source : ProCyclingStats |                      |          |                                    |                  |
| Classement général |                      |          |                                    |                  |
| Coureur | Coureur              | Pays     | Équipe                             | Temps            |
| 1er | Ben Hermans          | Belgique | Israel Start-Up Nation             | 15 h 04 min 02 s |
| 2e | Odd Christian Eiking | Norvège  | Intermarché-Wanty-Gobert Matériaux | + 2 s            |
| 3e | Victor Lafay         | France   | Cofidis                            | + 6 s            |
| 4e | Samuele Battistella  | Italie   | Astana-Premier Tech                | + 20 s           |
| 5e | Kristian Aasvold     | Norvège  | Team Coop                          | + 26 s           |
| 6e | Eduard Prades        | Espagne  | Delko                              | + 29 s           |
| 7e | Andreas Leknessund   | Norvège  | Norvège                            | + 29 s           |
| 8e | Warren Barguil       | France   | Arkéa-Samsic                       | + 32 s           |
| 9e | Jacob Eriksson       | Suède    | Team Coop                          | + 36 s           |
| 10e | Torstein Træen       | Norvège  | Uno-X Pro Cycling Team             | + 50 s           |

### Évolution des classements
| Étape              | Vainqueur          | Classement général | Classement par points | Classement de la montagne | Classement du meilleur jeune | Classement par équipes | Prix de la combativité |
| ------------------ | ------------------ | ------------------ | --------------------- | ------------------------- | ---------------------------- | ---------------------- | ---------------------- |
| 1                  | Markus Hoelgaard   | Markus Hoelgaard   | Markus Hoelgaard      | Gleb Brussenskiy          | Samuele Battistella          | Norvège                | Alexis Gougeard        |
| 2                  | Martin Laas        | Alexander Kristoff | Alexander Kristoff    | Fredrik Dversnes          | Samuele Battistella          | Norvège                | Jimmy Janssens         |
| 3                  | Ben Hermans        | Ben Hermans        | Alexander Kristoff    | Fredrik Dversnes          | Victor Lafay                 | Astana-Premier Tech    | Fredrik Dversnes       |
| 4                  | Philipp Walsleben  | Ben Hermans        | Alexander Kristoff    | Fredrik Dversnes          | Victor Lafay                 | Astana-Premier Tech    | Niki Terpstra          |
| Classements finals | Classements finals | Ben Hermans        | Alexander Kristoff    | Fredrik Dversnes          | Victor Lafay                 | Astana-Premier Tech    | non décerné            |